# Руанский скоростной трамвай
Руанский скоростной трамвай (фр. tramway de Rouen или фр. métro de Rouen) — представляет собой систему общественного транспорта, обслуживающую город Руан, столицу региона Нормандия, и его агломерацию.
Построенная по инициативе тогдашнего мэра Руана Жана Леканюэ, сеть была открыта 16 декабря 1994 года. Она включает единую линию север-юг, которая делится на две ветви на левом берегу Сены. Особенность линии состоит в том, что часть ее путей в центре Руана проходит под землёй. Эта особенность принесла ему местное название «метро».

## История

### Первая сеть (1877-1953)

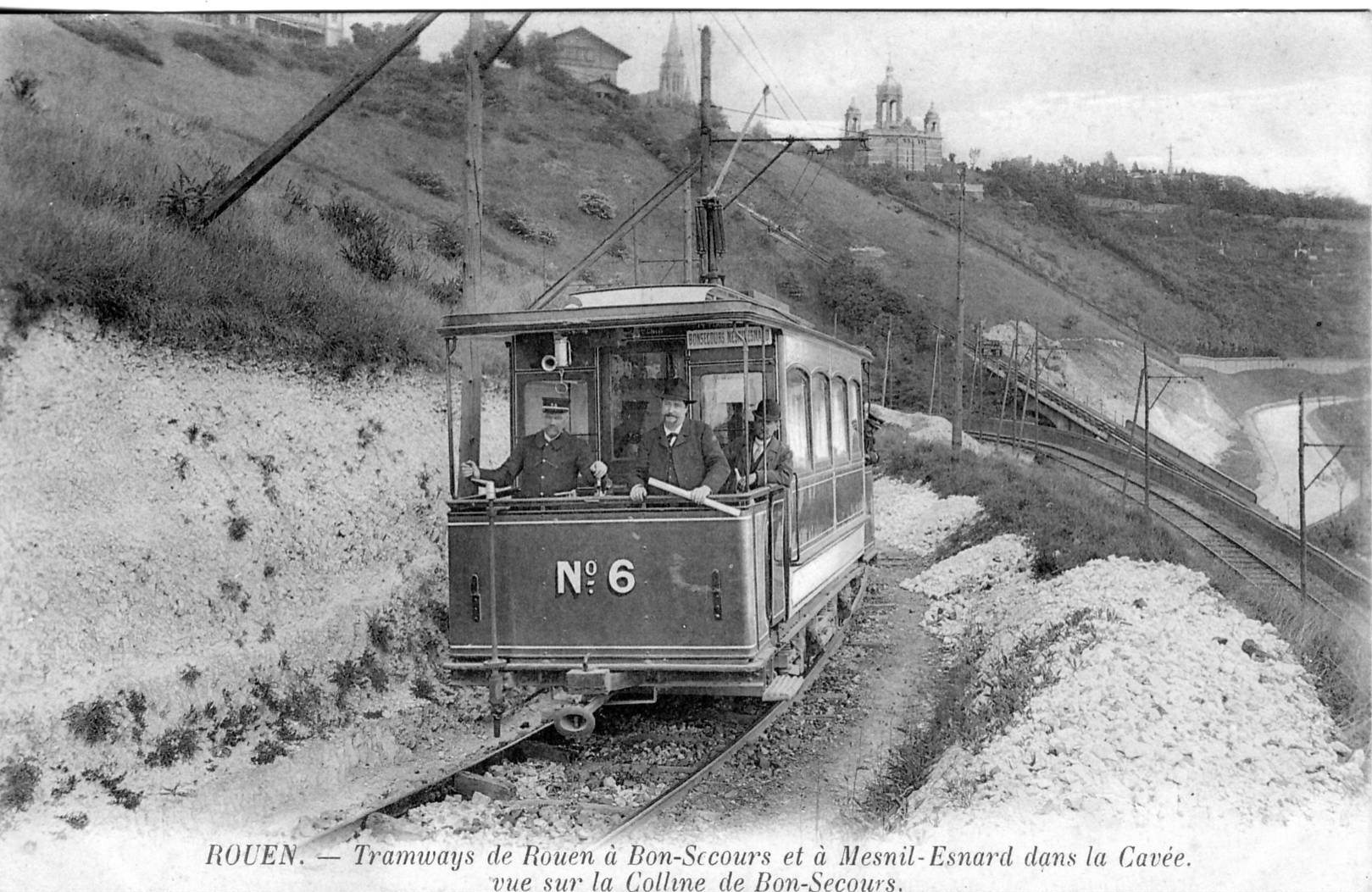
Вагон старого Руанского трамвая.

Первый паровой трамвай в Руане был введен в эксплуатацию 29 декабря 1877 года. Электрифицированный с 1896 года, он пересекал муниципалитеты Руан, Соттевиль-ле-Руан, Ле-Гран-Кевийи, Бонсекур, Амфревиль-ла-Ми-Вуа, Дарнеталь, Девиль-ле-Руан, Маром, Ле-Пети-Кевийи, Мон-Сен-Эньян, Буа-Гийом, Нотр-Дам-де-Бондвиль, Сент-Этьен-дю-Рувре, Ле Мениль-Энар и Биорель. В некоторых местах трамваям приходится сталкиваться с очень крутыми подъёмами, особенно на подъёме, ведущем к Бонсекур. Общая длина сети достигала 70 км, что делало ее одной из самых длинных во Франции того времени.
Сеть понесла значительный материальный ущерб во время бомбардировок Второй мировой войны, что быстро привело к ее закрытию. Последний трамвайный состав был выведен из обращения 28 февраля 1953 года и уступил место троллейбусам и автобусам.

### Новая сеть
В 1980-е годы в Руане сложилась аналогичная другим крупным французским городам ситуация с насыщением центральных улиц автомобильным движением. Мэр Руана Жан Лекануэ тогда склонялся к автоматическому метро от компании Matra, но проект сочли слишком дорогим по отношению к ресурсам пригородов Руана. В конце концов, компромисс был найден в 1988 году, когда трамвай проехал по центру города под землей. Этот выбор обусловлен, прежде всего, желанием не препятствовать автомобильному движению на улице Жанны д'Арк, а также позволяет повысить скорость трамвая. Проект все же назывался «метро» из политических соображений:
Население до сих пор негативно относится к трамваю, напоминающему устаревшие довоенные транспортные средства.
С 1988 по 1991 годы исследования позволили нарисовать маршрут нового вида транспорта. Запланированная линия имеет форму перевернутой буквы «Y» на левом берегу Сены с общей магистралью в центре города Руан. Две ветки ведут соответственно в Ле-Гран-Кивийи и Соттевиль-ле-Руан. Запланированное расширение до Сент-Этьен-дю-Рувре было отложено из-за политических разногласий. Переход через Сену, изначально был запланированный под землей, но был выведен на поверхность для прохождения по мосту Жанны д'Арк, чтобы сократить расходы строительства. Планируемая станция метро в перед зданием мэрии также перенесена южнее, к зданию суда..
Окончательный краткий предварительный проект был утвержден в январе 1990 года. В октябре того же года пригороды Руана объявил конкурс на строительство трамвая. Победителем конкурса на поставку вагонов, стала французская компания Alstom.

### Расширение и модернизация трамвая
1 сентября 1997 года: продление трамвайной линии до Технополя в Сент-Этьен-дю-Рувре, пересекающей Сотевиль-ле-Руан.
Апрель 2008 года: обновление автоматов по продаже билетов.
Июль 2008 года: установка новых бесконтактных валидаторов в поездах и новой SAEIV (система помощи для работы и информирования пассажиров).
2010 год: установка валидаторов на платформах станций метро.
2011-2012: реконструкция станции Сен-Север, конечных остановок Булингрен и Технополь, реконструкция моста Жанны д'Арк.
23 июня 2012 года: ввод в эксплуатацию первых семи поездов Alstom Citadis белого цвета.
С сентября 2012 по апрель 2013 года: после ввода в эксплуатацию двадцати новых дополнительных поездов Alstom Citadis для замены старых поездов Alsthom TFS, выпущенных в 1994 году.
С 2013 по 2015 год: различные улучшения, в том числе замена эскалаторов, создание навеса для эскалаторов на станции Дворец Юстиции у северо-восточного выхода, техническое обслуживание путей и конструкций лифтов и т. д.
2018 год: полная реконструкция 5 станций метро (внутренняя и внешняя отделка: покрытия, светодиодное освещение, традиционные и электронные указатели, модификация лестницы, ведущей на привокзальную площадь перед вокзалом Руан-Рив-Друат).
2022: ремонт станции Отель де виль де Соттевиль.

## Маршруты

### Линия 1 (Булингрин-Технополь)

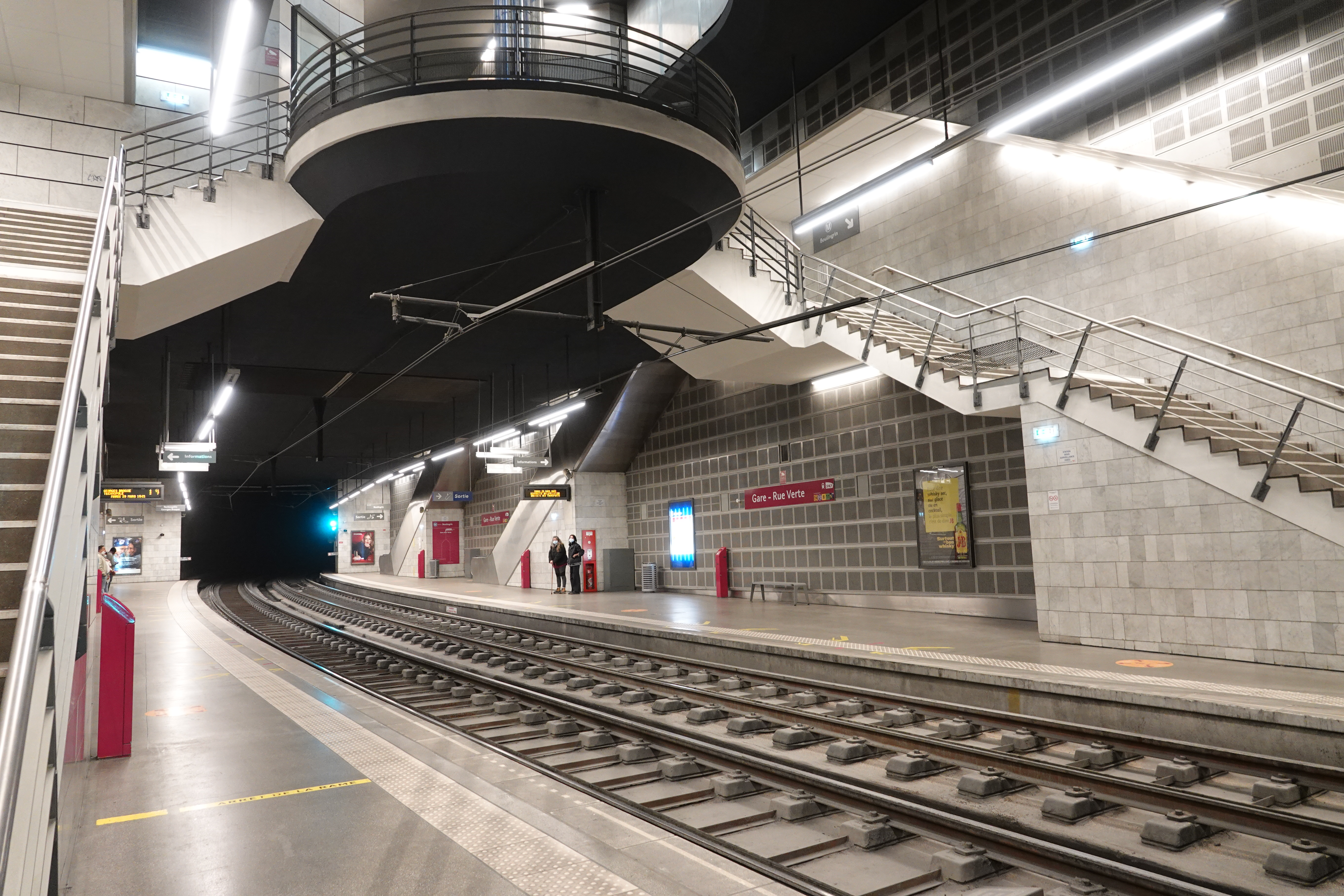
Станция «Гар — Рю Верт»

| Название станции            | Город               |  | Примечание                         |
| --------------------------- | ------------------- |  | ---------------------------------- |
| Булингрин                   | Руан                |  |                                    |
| Бовуазин                    | Руан                |  |                                    |
| Гар-Рю Верт                 | Руан                |  | Выход к вокзалу Руана              |
| Пале де Жустис—Жизель Алими | Руан                |  | Выход к Дворцу Юстиции             |
| Театр дез Артс              | Руан                |  |                                    |
| Жоффр-Мутуалите             | Руан                |  |                                    |
| Сен-Север                   | Руан                |  | Выход к торговому центру Сен-Север |
| Эроп                        | Руан                |  |                                    |
| Оноре де Бальзак            | Руан                |  |                                    |
| Вольтэр                     | Соттевиль-ле-Руан   |  |                                    |
| Гарибальди                  | Соттевиль-ле-Руан   |  |                                    |
| Отель де виль де Соттевиль  | Соттевиль-ле-Руан   |  |                                    |
| 14 жюетт (Кяторз жюетт)     | Соттевиль-ле-Руан   |  |                                    |
| Жан Зэ                      | Соттевиль-ле-Руан   |  |                                    |
| Туа Фамильяль               | Соттевиль-ле-Руан   |  |                                    |
| Шам де Курс                 | Сент-Этьен-дю-Рувре |  |                                    |
| Эрнест Ренан                | Сент-Этьен-дю-Рувре |  |                                    |
| Ле Парк                     | Сент-Этьен-дю-Рувре |  |                                    |
| Марис Басти                 | Сент-Этьен-дю-Рувре |  |                                    |
| Текнополь                   | Сент-Этьен-дю-Рувре |  | Выход к торговому центру Технополь |

### Линия 2 (Булингрин-Жорж Брак)
| Название станции              | Город          |  | Примечание                         |
| ----------------------------- | -------------- |  | ---------------------------------- |
| Булингрин                     | Руан           |  |                                    |
| Бовуазин                      | Руан           |  |                                    |
| Гар-Рю Верт                   | Руан           |  | Выход к вокзалу Руана              |
| Пале де Жустис—Жизель Алими   | Руан           |  | Выход к Дворцу Юстиции             |
| Театр дез Артс                | Руан           |  |                                    |
| Жоффр-Мутуалите               | Руан           |  |                                    |
| Сен-Север                     | Руан           |  | Выход к торговому центру Сен-Север |
| Авеню-де-Кан                  | Руан           |  |                                    |
| Жан Жорес                     | Ле-Пети-Кевийи |  |                                    |
| Франсуа Трюффо                | Ле-Пети-Кевийи |  |                                    |
| Пляс дю 8 мэ (Пляс дю вит мэ) | Ле-Пети-Кевийи |  |                                    |
| Сен-Жульен                    | Ле-Пети-Кевийи |  |                                    |
| Шарль де Голль                | Ле-Пети-Кевийи |  |                                    |
| Провинсес                     | Ле-Гран-Кевийи |  |                                    |
| Джон Фицджералд Кееннеди      | Ле-Гран-Кевийи |  |                                    |
| Леон Блум                     | Ле-Гран-Кевийи |  |                                    |
| Поль Цезанн                   | Ле-Гран-Кевийи |  |                                    |
| Жорж Брак                     | Ле-Гран-Кевийи |  |                                    |

## Стоимость проезда и порядок оплаты

### Режим работы
Руанский трамвай работает с 05:00 утра до 23:30. В воскресенье открывается на час позже, в 06:00 утра.
В часы пик интревалы составляют по 2—3 минуты, в непиковое время — по 15—20 минут.
Также на официальном сайте транспорта Руана размещено расписание поездов скоростного трамвая.

### Оплата проезда
Одноразовый билет на вход в трамвай стоит  1,8 евро(май 2025). Билет действителен в течение одного часа и есть возможность пересесть на другие виды транспорта Руане в течение этого чата. .
Есть и другие виды проездных билетов — магнитные карточки на 10 поездок.

## Подвижной состав

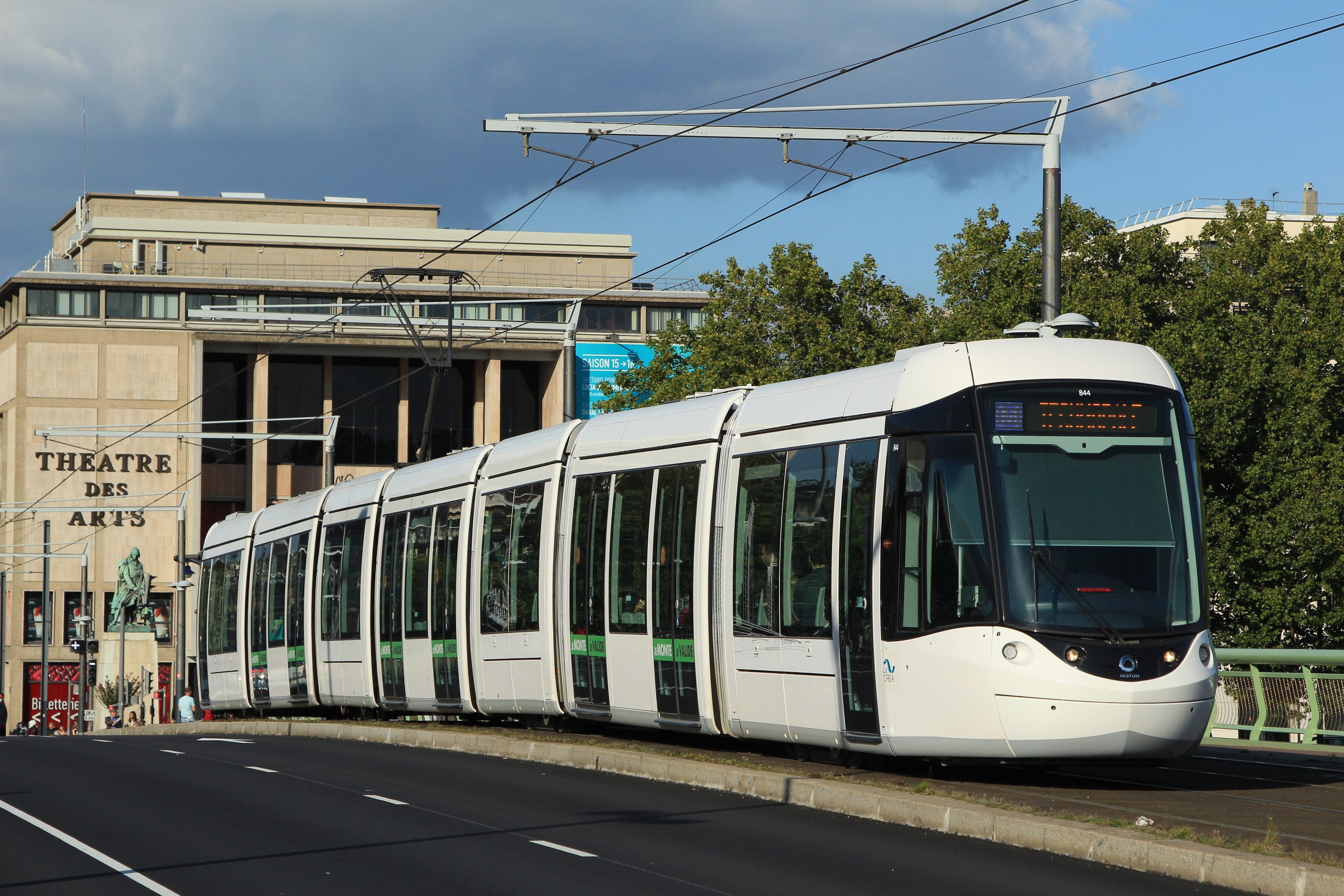
Вагоны трамвая Citadis

До апреля 2013 года Руанским скоростным трамваем эксплуатировались трамваи Alsthom TFS выпущенные в 1994 году.
В конце 2010 года CREA заказало 27 поездов Citadis 402, которые были доставлены в период с конца 2011 по начало 2013 года по цене 75 миллионов евро для замены 28 поездов TFS.
Эти 44-метровые поезда со встроенным низким полом, более легкие и энергоэффективные, могут перевозить более 300 пассажиров, что обеспечивает увеличение пропускной способности примерно на 60%. Вместимость поездов составляет 279 человек (при 4 чел/м2) при 73 сидячих и 206 стоячих местах.